# Uklonska mrežica
Uklonska mrežica (tudi optična mrežica) je ploščica, ki ima veliko število rež (zarez), ki so majhne v primerjavi z valovno dolžino valovanja. Reže so običajno prozorni deli med zarezami na površini ploščice. Valovanje, ki pade na mrežico, se uklanja in na drugi strani dobimo interferenčno sliko z izrazitimi maksimumi in minimumi jakosti svetlobe. Mrežice imajo tudi več sto rež na milimeter. Po načinu delovanja jih delimo na 
- prosojne uklonske mrežice
- odbojne uklonske mrežice

V prosojnih uklonskih mrežicah so reže nanešene na prozorno snov. Opazuje se svetloba, ki gre skozi mrežico.

V odbojnih uklonskih mrežicah so reže nanešene na odbojno (lahko tudi kovinsko) površino. Opazuje se odbita svetloba.

## Odkritje in razvoj
Osnove uklona na uklonski mrežici je odkril škotski matematik in astronom James Gregory (1638 – 1675) na ptičjih peresih. Prvo uklonsko mrežico je okoli leta 1785 izdelal izumitelj in astronom David Rittenhouse (1732 – 1796). Uklonsko mrežico je izdelal tako, da je napel lase z dvema vijakoma. Njegova mrežica je bila podobna uklonski mrežici, ki jo je izdelal nemški optik in fizik Joseph von Fraunhofer (1787 – 1826) v letu 1821. Fraunhofer je izdelal tudi uklonsko mrežico iz običajne žice, ki jo je napel na nosilce. Podobno deluje vsaka drobno tkana tkanina (zgled: dežnik je dvorazsežna uklonska mrežica). Uklonska mrežica iz žice je uporabna tudi za uklon rentgenskih žarkov. Uklanja pa tudi mikrovalove, elektromagnetno valovanje na področju milimetrskih valov in nekatere valovne dolžine infrardečega valovanja. 

## Delovanje
Delovanje uklonske mrežice lahko pojasnimo s Huygensovim načelom. To načelo pravi, da se vsaka točka valovne fronte obnaša kot izvor valovanja. V vsaki točki širjenja valovanja tako pride do skupnega delovanja iz vseh teh virov valovanja. Na mestih, kjer je razlika poti posameznih žarkov enaka mnogokratniku valovne dolžine ({\displaystyle m\lambda \!}), pride do ojačanja, na mestih, kjer pa je razlika poti enaka mnogokratniku polovice valovne dolžine ({\displaystyle m\lambda /2\!}), pride do oslabitve v jakosti svetlobe. Na ta način dobimo smeri, v katerih nastopi ojačanje:
{\displaystyle d\ \sin {\theta _{m}}=m\lambda .}
kjer je
- {\displaystyle d\!} razdalja med dvema sosednjima režama (mrežna konstanta je število zarez na dolžinsko enoto, npr. 300 rež/mm, enota:mm-1)
- {\displaystyle \theta _{m}\!} kot smeri m-tega maksimuma
- {\displaystyle \lambda \!} valovna dolžina vpadajoče svetlobe
- {\displaystyle m\!} red ojačitve – maksimuma (celo število, negativno ali pozitivno ali nič)

Za {\displaystyle m=0\!} se mrežica obnaša kot ravno zrcalo (odbojna mrežica) oziroma kot prozorna ploščica (prosojna mrežica). To pomeni, da so v ničelnem redu vse valovne dolžine, za druge rede pa je kot odvisen od valovne dolžine in se različne valovne dolžine uklonijo pod različnimi koti.
Kadar pa svetloba vpada pod kotom na mrežico, prav tako dobimo uklonsko sliko, ki pa je premaknjena: 
{\displaystyle d\left(\sin {\theta _{m}}+\sin {\theta _{i}}\right)=m\lambda .}
kjer je
- {\displaystyle \theta _{m}\!} kot smeri m-tega maksimuma
- {\displaystyle \theta _{i}\!} vpadni kot svetlobe na mrežico
- {\displaystyle \lambda \!} valovna dolžina vpadajoče svetlobe
- {\displaystyle m\!} red ojačitve - maksimuma (celo število, negativno ali pozitivno ali nič)